# Masters of Chant Chapter V
Masters of Chant Chapter V is het zevende album van de Duitse band Gregorian en werd uitgebracht op 31 maart 2006.
Ook het album The Dark Side werd in Oceanië uitgebracht onder de naam Masters of Chant V. Afgezien van de naamswijziging en het extra nummer Engel is de Oceanische uitgave dezelfde als The Dark Side.

## Tracks
1. "Heroes" (David Bowie)
2. "Comfortably Numb" (Pink Floyd)
3. "Send Me an Angel" (Real Life)
4. "Silent Lucidity" (Queensrÿche)
5. "Lady in Black" (Uriah Heep)
6. "The Forest"
7. "A Weakened Soul"
8. "Lucky Man" (Emerson, Lake & Palmer)
9. "Stop Crying Your Heart Out" (Oasis)
10. "We Love You" (The Rolling Stones)
11. "Boulevard of Broken Dreams" (Green Day)
12. "The Unforgiven" (Metallica)
13. "I Feel Free" (Cream)